# 田村路街道
田村路街道，是中华人民共和国北京市海淀區下辖的一个街道办事处。田村一带原属八里庄街道:34，2000年由八里庄街道析置。

## 行政区划
田村路街道下辖以下地区：
西木小区社区、东营房社区、半壁店第一社区、半壁店第二社区、永达社区、阜石路第一社区、阜石路第四社区、永景园社区、玉海园一里社区、玉海园二里社区、玉海园三里社区、玉海园五里社区、王致和社区、田村社区、山南社区、建西苑社区、玉阜嘉园社区、乐府家园社区、幸福社区、兰德华庭社区、景宜里社区、瑞和园社区、武颐嘉园社区、玉泉北里社区、金玉府北里社区、金玉府南里社区和玉泉嘉园社区。
2019年8月，田村路街道辖区四至范围调整为：西至八角东街，与石景山区接壤；北至阜石路--大台铁路--通惠路一线，与四季青镇接壤；东至西四环，与曙光街道、八里庄街道接壤；南至老山自行车环线路—水厂南路—玉泉路—金沟河路—采石北路—阜石路一线，与石景山区、永定路街道接壤。